# Aspidodera
Aspidodera ist eine Gattung der Spulwürmer mit neun Arten. Sie kommen in Südamerika vor und befallen als Darmparasiten Beuteltiere, Nebengelenktiere und Nagetiere.

## Merkmale
Die drei Lippen sind durch Seitenlappen miteinander verbunden. Die Kutikula ist am Vorderende zu einer Kopfkappe verdickt. Die Seitenstränge im Bereich des Kopfes (‚cordons‘) sind über die gesamte Länge gleich breit, untereinander verbunden und bilden durch vor- und rückläufigen Verlauf ein wellenartiges Muster.

## Systematik
Hodda (2022) ordnet alle fünf Gattungen der Aspidoderinae in die Tribus Aspidoderini mit der einzigen Untertribus Aspidoderinii ein. Das Interim Register of Marine and Nonmarine Species (IRMNG) listet folgende Arten:
- Aspidodera ansirupta Proenca, 1937
- Aspidodera binansata Railliet & Henry, 1913
- Aspidodera fasciata Schneider, 1866
- Aspidodera lacombeae Vicente, 1964
- Aspidodera raillieti Travassos, 1913
- Aspidodera scoleciformis (Diesing, 1851)
- Aspidodera sogandaresi Jimenez Ruiz, Gardner & Varela Stokes, 2006
- Aspidodera subulata Molin, 1860
- Aspidodera vazi Proenca, 1937

Synonyme sind Ansiruptodera Skrjabin & Schikhobalova, 1947 und Aspidocephalus Diesing, 1851.